# Witold Grodzki
Witold Grodzki (ur. 12 sierpnia 1905 w Siedlcach, zm. 27 listopada 1965) – polski aktor teatralny.
Ukończył gimnazjum w Siedlcach w 1924 r. i rozpoczął studia medyczne w Warszawie, wkrótce jednak przeniósł się na wydział prawa podejmując jednocześnie naukę w Państwowym Studiu Dramatycznym przy Konserwatorium Warszawskim. Od wczesnej młodości związany był z teatrem amatorskim w Siedlcach, należał do założonego w Siedlcach przez Jerzego Koszutskiego znanego w kraju "Chóru Juranda". Pracując jako urzędnik w Siedleckiej Dyrekcji Lasów Państwowych grał w amatorskich zespołach teatralnych prowadzonych przez Michała Marciniego i Aleksandra Fogiela w kilkudziesięciu przedstawieniach wystawianych w Siedlcach i innych miastach.
Po wojnie ukończył stacjonarne studia farmaceutyczne, a w 1960 r. kierunek instruktorski w Państwowej Wyższej Szkole Teatralnej w Krakowie. Zarówno w czasie studiów, jak i później, jako siedlecki aptekarz, występował jako aktor w Teatrze Ziemi Podlaskiej. Największym jego sukcesem aktorskim i reżyserskim był spektakl Damy i huzary wyreżyserowany w 1955, powtarzany 26 razy. Założył i prowadził kilka amatorskich zespołów teatralnych w podsiedleckich gminach, był wiceprezesem Mazowieckiego Oddziału Związku Teatrów Amatorskich.